# Карпачов Дмитро Вільямович
Дмитро Вільямович Карпачов (1 грудня 1978 , Кіровоград ) — український телеведучий та шоумен.

## Життєпис
Дмитро Карпачов народився 1 грудня 1978 року в Кіровограді (нині Кропивницький).
Закінчив Кіровоградський інститут сільськогосподарського машинобудування (нині Центральноукраїнський національний технічний університет), спеціальність — маркетинг, Вищу школу соціології при Інституті соціології НАН України, Кіровоградський інститут регіонального управління та економіки, Київську асоціацію практикуючих психологів і психотерапевтів. Проходив сертифікацію, в Московському гештальтному інституті, Європейській асоціації психології, Міжнародного Еріксонівського Університету.[джерело?]
Тренер міжнародної категорії з технік НЛП.[джерело?]
Працював психологом-консультантом у шоу «Савік Шустер Студія» (Перший Національний), ведучим передач «Правила життя», «Кохана, ми вбиваємо дітей», «Врятуйте нашу сім'ю», «Детектор брехні», «Вагітна в 16», «Один за всіх» (СТБ).

## Кар'єра на телебаченні
Дмитро Карпачов розпочав свою телевізійну кар'єру з роботи психологом-консультантом у шоу «Савік Шустер Студія» на Першому національному телеканалі. Через 2 роки його покликали на канал СТБ вести публіцистичну передачу «Правила життя», яка розглядала багато практичних і психологічних проблем населення. 
З 2011 року — ведучий шоу «Кохана, ми вбиваємо дітей», з 2013 року — «Врятуйте нашу сім'ю», «Детектор брехні», «Вагітна у 16», «Один за всіх».
З 2020 року — ведучий шоу «Супермама» та «Супербабуся» на СТБ.

## Родина та особисте життя
Дружина Дмитра Карпачова — Ірина. Разом вони виховують сина Святогора 2009 року народження.